# Заболотное (Воскресенский район)
Заболотное — деревня в составе Воздвиженского сельсовета в Воскресенском районе Нижегородской области.

## География
Находится на расстоянии примерно 14 километров по прямой на север-северо-восток от районного центра поселка  Воскресенское.

## История
Известно с 1859 года, когда в ней было отмечено 43 двора и 329 жителей. В 1911 году был 41 двор, в 1925 году 594 жителя.

## Население
Постоянное население составляло 63 человека (русские 100%) в 2002 году, 18 в 2010 году .